# マティアス・シルベストレ
マティアス・アグスティン・シルベストレ（Matías Agustín Silvestre, 1984年9月25日 - ）は、アルゼンチン・ブエノスアイレス出身の元サッカー選手。現役時代のポジションはディフェンダー。

## 来歴

### クラブ
ボカ・ジュニアーズ
ボカ・ジュニアーズのユース出身。トップチームでのデビュー戦は2003年3月23日、CAラヌース戦。ほどなくしてレギュラーに定着すると、在籍6シーズンで63試合に出場し5ゴールを記録した。
カターニア
2008年1月29日にイタリアのカルチョ・カターニアへレンタル移籍。加入当初は先発出場の機会が限られたが、同年6月30日完全移籍。2008－09シーズンにワルテル・ゼンガ監督が就任すると、定位置を確保。2010-11シーズンは外国人選手でありながらキャプテンも務め、マキシ・ロペスに次ぐチーム内2位の6得点を挙げた。
パレルモ
2011年8月11日、シチリア島のライバルであるUSチッタ・ディ・パレルモへ移籍。移籍金は730万ユーロ+ダヴィデ・ランザファーメの保有権の半分。リーグ戦29試合に出場して5ゴールを決め、守備の要として奮闘した。
インテル
2012年7月6日、買い取りオプション付きのレンタル移籍でインテルに入団。ルシオの代役として期待されたが、カップ戦での起用が目立ち、ワルテル・マッツァーリが監督に就任すると構想外になった。
ミラン
2013年7月30日、ACミランへ買取オプション付きのレンタル移籍が決定。ミランでは負傷に苦しめられ、4試合の出場に留まり、買取オプションは行使されなかった。
サンプドリア
2014年8月29日、UCサンプドリアへ1年間のレンタル移籍。2014-15シーズンにはパレルモ時代ぶりとなるフル稼働を見せ29試合に出場し、シーズン終了後に2年契約を結んだ。
エンポリ
2018年8月6日、エンポリFCと1年契約で移籍。
リヴォルノ
2020年2月6日、ASリヴォルノ・カルチョに移籍。
ロイヤル・エクセル・ムスクロン
2020年7月20日、ロイヤル・エクセル・ムスクロンに移籍。
ヴィルトゥス・エンテッラ
2021年9月2日、ヴィルトゥス・エンテッラに移籍。

## 個人成績
| シーズン | クラブ                 | リーグ                   | リーグ | リーグ |
| シーズン | クラブ                 | リーグ                   | 出場   | 得点   |
| -------- | ---------------------- | ------------------------ | ------ | ------ |
| 2002-03  | ボカ・ジュニアーズ     | プリメーラ・ディビシオン | 5      | 1      |
| 2003-04  | ボカ・ジュニアーズ     | プリメーラ・ディビシオン | 4      | 0      |
| 2004-05  | ボカ・ジュニアーズ     | プリメーラ・ディビシオン | 10     | 0      |
| 2005-06  | ボカ・ジュニアーズ     | プリメーラ・ディビシオン | 21     | 4      |
| 2006-07  | ボカ・ジュニアーズ     | プリメーラ・ディビシオン | 21     | 1      |
| 2007-08  | ボカ・ジュニアーズ     | プリメーラ・ディビシオン | 2      | 0      |
| 2007-08  | カターニア             | セリエA                  | 11     | 0      |
| 2008-09  | カターニア             | セリエA                  | 36     | 0      |
| 2009-10  | カターニア             | セリエA                  | 35     | 1      |
| 2010-11  | カターニア             | セリエA                  | 36     | 6      |
| 2011-12  | パレルモ               | セリエA                  | 29     | 5      |
| 2012-13  | インテルナツィオナーレ | セリエA                  | 9      | 0      |
| 通算     | 通算                   | 通算                     | 219    | 18     |

### 代表
A代表の経験はない。アルゼンチン出身であるが、イタリア国籍も有するためイタリア代表入りが噂されている。本人も2012年になって代表入りの意思があることを認めた。

## タイトル

### クラブ
ボカ・ジュニアーズ
- アルゼンチン・プリメーラ・ディビシオン

前期リーグ - 優勝 (2003, 2005)
後期リーグ - 優勝 (2006)
- コパ・リベルタドーレス - 優勝 (2007)
- コパ・スダメリカーナ - 優勝 (2004, 2005)
- レコパ・スダメリカーナ - 優勝 (2005, 2006)